# Metilji (Olovo, BiH)
Metilji su naseljeno mjesto u općini Olovo, Federacija Bosne i Hercegovine, BiH.

## Stanovništvo

### 1991.
Nacionalni sastav stanovništva 1991. godine, bio je sljedeći:
ukupno: 79
- Srbi - 58
- Muslimani - 20
- Jugoslaveni - 1

### 2013.
Nacionalni sastav stanovništva 2013. godine, bio je sljedeći:
ukupno: 9
- Bošnjaci - 9